# 4-Vinylguajacol
4-Vinylguajacol ist ein Naturstoff, der sich strukturell von Guajacol ableitet, aber eine zusätzliche Vinylgruppe trägt.

## Vorkommen und Bildung

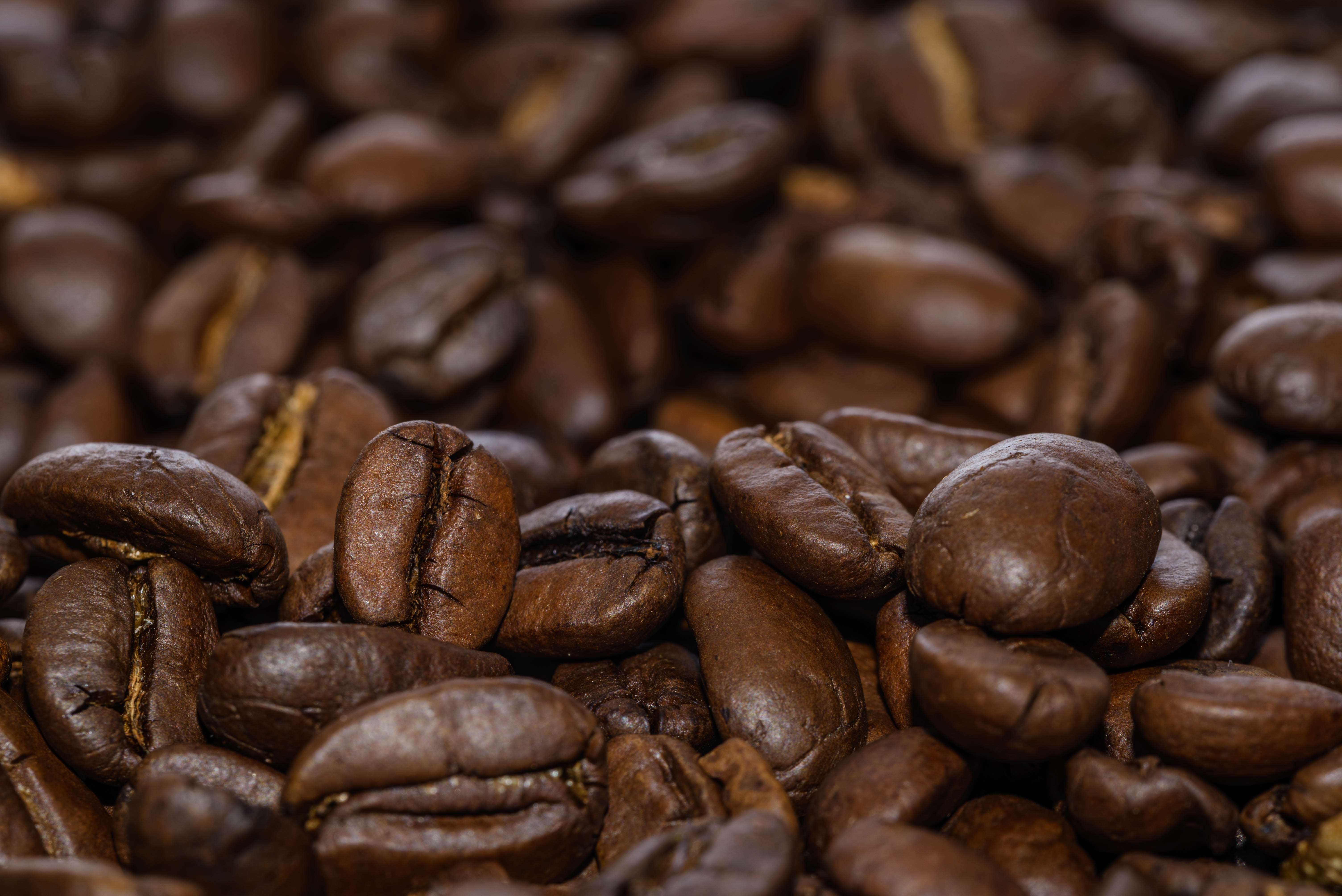
Beim Rösten von Kaffeebohnen entsteht 4-Vinylguajacol

4-Vinylguajacol kommt als Aromakomponente in verschiedenen Lebensmitteln vor. Dazu gehören Kaffee-Bohnen, wo es beim Rösten aus Ferulasäure entsteht. Auch in Bier kann es vorkommen, je nachdem welche Rohstoffe und Hefen beim Brauprozess zum Einsatz kommen. In Orangen- und Grapefruitsaft verursacht es einen unangenehmen Geschmack. Die Verbindung entsteht außerdem beim Erhitzen von Kurkuma bzw. Curcumin.
Daneben kommt es auch in Gemüsekohl, Grüner Minze, Kudzu, und Sesam vor.

## Herstellung
4-Vinylguajacol kann biotechnologisch (das heißt durch Mikroorganismen) aus Ferulasäure gewonnen werden.

## Verwendung
4-Vinylguajacol wird als Aromastoff verwendet und ist in der EU unter der FL-Nummer 04.009 für Lebensmittel allgemein zugelassen.